# بينيت جاكسون
بينيت جاكسون (بالإنجليزية: Bennett Jackson)‏ هو لاعب كرة قدم أمريكية أمريكي، ولد في 16 سبتمبر 1991 في هازليت، نيوجيرسي في الولايات المتحدة.

## وصلات خارجية
- بينيت جاكسون على موقع مرجع كرة القدم المحترفة.كوم (الإنجليزية)